# 胡安·包蒂斯塔·阿斯纳尔-卡瓦尼亚斯
胡安·包蒂斯塔·阿斯纳尔-卡瓦尼亚斯（Juan Bautista Aznar-Cabañas，1860年9月5日—1933年2月19日）。西班牙海军上将，阿方索十三世时期的最后一位首相。

## 军事生涯
海军军官学院毕业后，作为玛利亚·特蕾莎公主号装甲巡洋舰的舰长参与美西战争中的古巴圣地亚哥海战。在1921年的里夫战争中指挥海军舰队炮击摩洛哥叛军，并夺回了阿杰迪尔。此后在加西亚·普列托内阁中担任海军大臣。1928年10月30日被任命为西班牙皇家海军总司令。

## 担任首相
1931年2月晋升上将军衔，随后接替达马索·贝伦格尔担任首相。在他的内阁中专制君主派和君主立宪派阁僚之间矛盾重重，政局十分动荡。1931年4月西班牙大选后，共和主义者取得胜利。君主立宪派试图与共和主义者谈判，最终没能达成结果。阿斯纳尔-卡瓦尼亚斯首相劝说国王阿方索十三世离开西班牙。但军队中大部分军官反对共和国，这引发了几年后爆发的西班牙内战。
1933年2月19日在马德里家中去世，享年72岁。